# Адолф фон Алтена-Изенбург-Холтен
Адолф фон Алтена-Изенбург-Холтен (на немски: Adolf von Altena-Isenburg, Herr zu Holten; † между 14 ноември 1259 и 25 януари 1260) е благородник от род Алтена-Изенбург и господар на Холтен в Северен Рейн-Вестфалия.
Той е син на граф Арнолд фон Алтена († сл. 1205) и съпругата му Мехтхилд от Холандия († ок. 1223), дъщеря на граф Флоренц III от Холандия († 1190) и Аделхайд от Хантингдон († сл. 1204), дъщеря на Хенри от Шотландия, синът на крал Дейвид I.
Брат му Фридрих фон Изенберг е убиец на чичо му 2. град архиепископ Енгелберт I от Кьолн († 7 ноември 1225). Другите му братя епископът на Оснабрюк Енгелберт I фон Изенберг и епископът на Мюнстер Дитрих III фон Изенберг участват също в убийството.

## Фамилия
Адолф фон Алтена-Изенбург се жени пр. 21 август 1252 г. за Елизабет фон Арнсберг († сл. 1282), дъщеря на Хайнрих ’Черния’ фон Арнсберг († сл. 1250) и Ирмгард († сл. 1250). Те имат децата:
- Мехтилд фон Холтен (* пр. 1240; † 1304), наследничка на Холте и Моренховен, омъжена за Герхард II фон Аренберг († 1255), бургграф на Кьолн
- Кристина фон Холтен († сл. 1257), омъжена за Алберо Шале
- Хайлвиг фон Холтен († сл. 1256), омъжена за Вилем I фон Хорн, господар на Хоорне, Алтена и Весем (* ок. 1189; † 24 октомври 1264/29 април 1265)
- Хайнрих фон Холтен († сл. 1289), приор в Кьолн
- Арнолд фон Холтен († сл. 1266), свещеник
- Вилхелм фон Холтен († сл. 1281), в свещен орден